# Acosmium dasycarpum
Acosmium dasycarpum,  tasaá,  es una especie botánica de fanerógama de las leguminosas de la subfamilia Faboideae. Es originaria de Bolivia y Brasil.

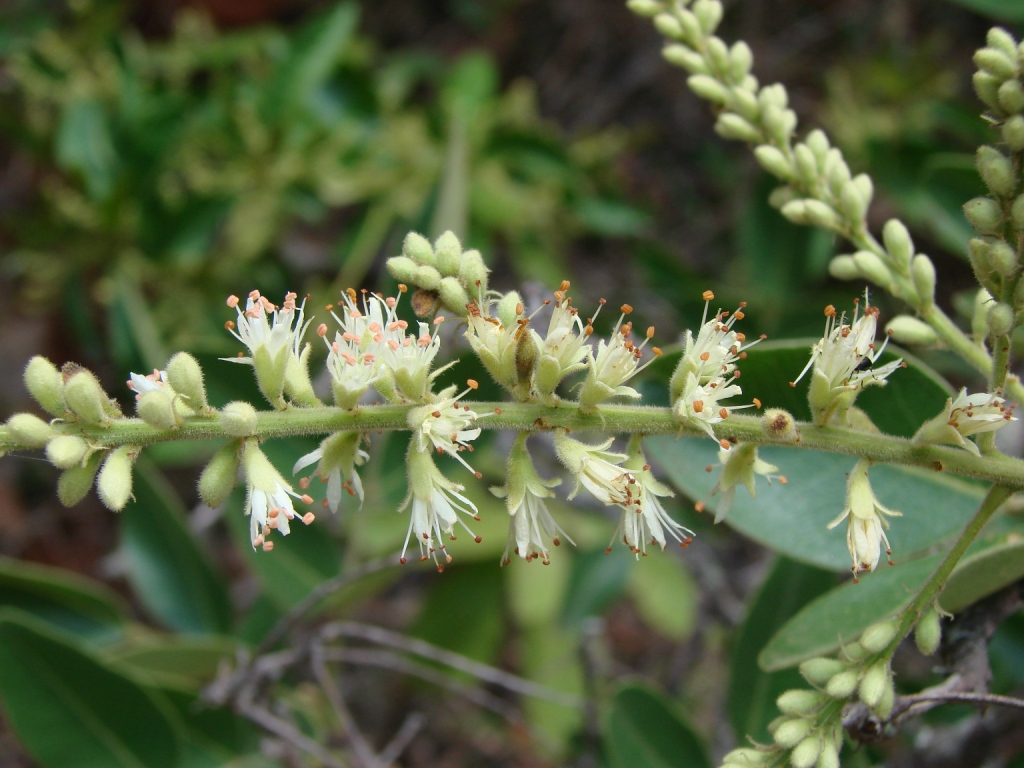
Inflorescencia

## Taxonomía
Acosmium dasycarpum fue descrita por (Vogel) Yakovlev y publicado en Notes from the Royal Botanic Garden, Edinburgh 29(3): 351. 1969.
Sinonimia
- Leptolobium dasycarpum Vogel
- Sweetia dasycarpa (Vogel) Benth.[2][3]